# Dettenhausen (Egling)
Dettenhausen ist ein Gemeindeteil von Egling im oberbayerischen Landkreis Bad Tölz-Wolfratshausen. Das Dorf liegt circa einen Kilometer nördlich von Egling.

## Brauchtum
Alljährlich findet der Pfingstritt zur Kapelle in Dettenhausen statt.

## Sehenswürdigkeiten
Siehe auch: Liste der Baudenkmäler in Egling#Weitere Ortsteile
- Kapelle